# Броненосцы типа «Девастейшн»
Броненосцы типа «Девастейшн» (англ. Devastation class turret ships) — серия британских броненосцев 1860—1870-х годов. Были спроектированы под руководством Э. Рида и стали первыми британскими мореходными безрангоутными башенными броненосцами, а также первыми мореходными кораблями «мониторного» типа. «Тандерер», помимо этого, стал первым кораблём с гидравлическим приводом заряжания. Броненосцы типа «Девастейшн» стали одними из наиболее защищённых кораблей своего времени, а также последними британскими кораблями, в конструкции которых была предпринята попытка прикрыть бронёй весь надводный борт. Вместе с тем огневая мощь этих кораблей, спроектированных по принципу концентрации в небольшом числе орудий максимального калибра, считалась недостаточной уже на момент вступления в строй.
Всего в 1869—1877 годах было построено два броненосца типа «Девастейшн». Революционный для своего времени проект, корабли этого типа были встречены скептицизмом и недоверием со стороны военно-морских кругов и общественности, ещё более усилившимся после гибели низкобортного броненосца «Кэптен», вследствие недостаточной остойчивости опрокинушегося и затонувшего в штормовую погоду. Несмотря на то, что в ходе постройки первоначальный проект был модифицирован под руководством Н. Барнаби для увеличения высоты борта в носовой части и улучшения условий размещения экипажа, недовольство новыми броненосцами было столь широким, что достройка «Тандерера» была приостановлена до получения положительных результатов испытаний головного корабля.
Постепенно, тем не менее, за время службы кораблей отношение к ним улучшалось, несмотря даже на то, что испытания «Девастейшна» показали его неподходящесть для запланированного использования в Атлантическом океане и трансатлантических переходов. Первые годы своей службы «Девастейшн» провёл в составе Флота Канала, а со вступлением в строй «Тандерера» оба броненосца были переведены в Средиземноморский флот. В 1879 году на «Тандерере» при учебных стрельбах произошёл разрыв дульнозарядного орудия вследствие ошибочного двойного заряжания, разрушивший башню и послуживший для Адмиралтейства дополнительным доводом в пользу перехода к казнозарядным орудиям. Броненосцы типа «Девастейшн» оставались в строю, со временными выводами в резерв, более двух десятилетий, пройдя модернизацию в 1889—1892 годах, но в боевых действиях участия никогда не принимали. В 1892—1893 годах устаревшие броненосцы были возвращены в Великобританию и использовались как корабли портовой охраны до вывода в резерв в 1900—1902 годах. Окончательно оба броненосца были выведены из состава флота в 1907 году и проданы на слом в 1908—1909 годах.

## Представители
| Название                 | Верфь               | Закладка       | Спуск на воду | Вступление в строй | Судьба                |
| ------------------------ | ------------------- | -------------- | ------------- | ------------------ | --------------------- |
| «Девастейшн» Devastation | Portsmouth Dockyard | 12 ноября 1869 | 12 июля 1871  | 19 апреля 1873     | продан на слом в 1908 |
| «Тандерер» Thunderer     | Pembroke Dockyard   | 26 июня 1869   | 25 марта 1872 | 26 мая 1877        | продан на слом в 1909 |

## Конструкция

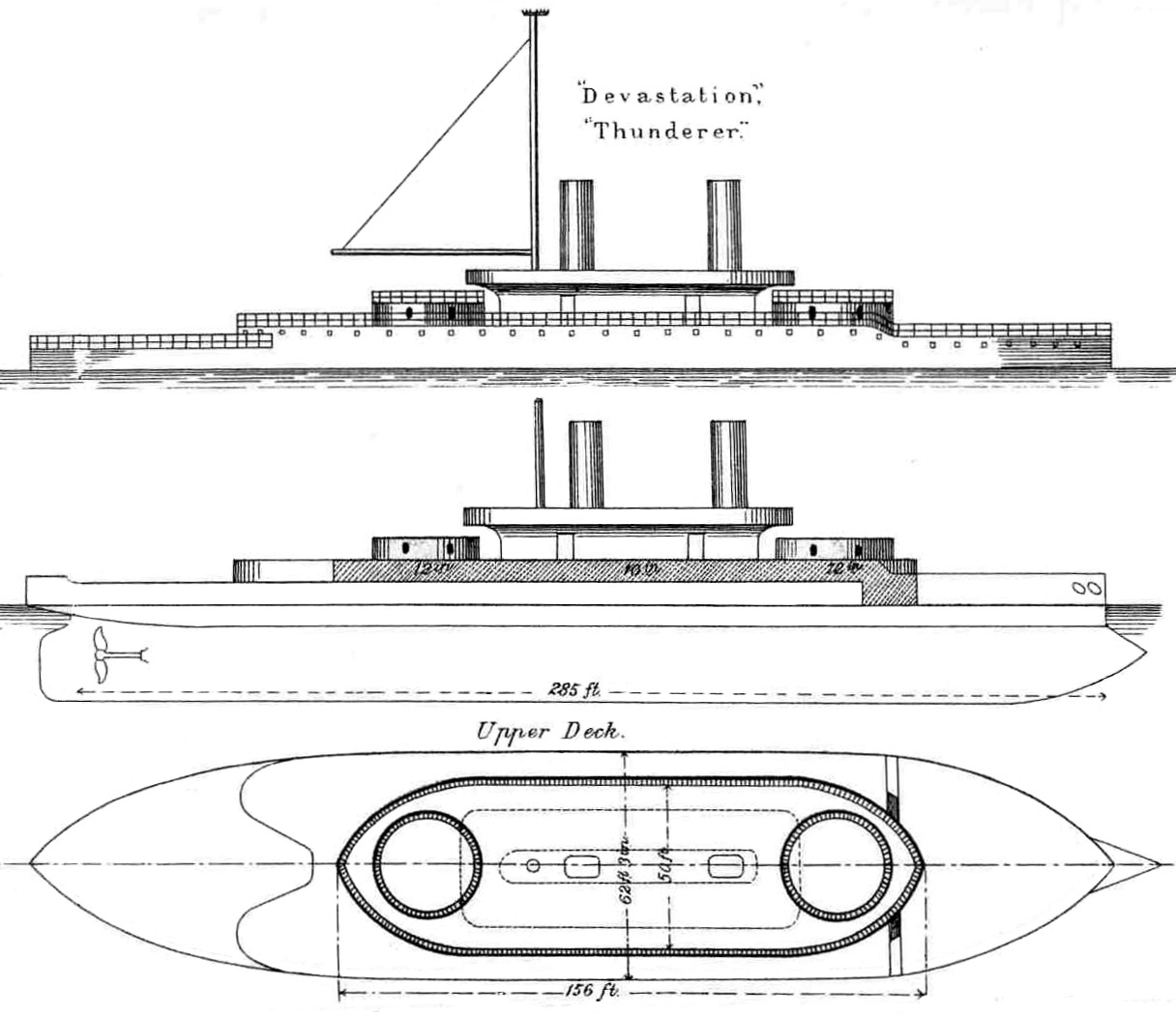
Схема броненосца типа «Девастейшн»